# Arbela
Arbela (assiri Arbairu/Arbail, persa Arbaira, grec Arbela, àrab Erbil o Irbil, kurd Erbel o Hawler) és una ciutat de Mesopotàmia, entre els dos Zab; administrativament forma part del Kurdistan (Iraq). La ciutadella d'Arbela està inscrita dins la llista del Patrimoni de la Humanitat de la UNESCO des del 2014.

## Història
En el període assiri fou centre del culte de la deessa Ishtar, coneguda al segle vii aC com la "Senyora d'Arbailu". Fou ocupada per Cir II el Gran el 547 aC.
El 534 aC, conquerida Assíria pels perses, es va crear una satrapia d'Assíria (Assura) que va tenir Arbela per capital. El 521, el mede Taxmapasda es va revoltar però fou derrotat i executat a la ciutat. L'octubre del 331 aC els perses, comandats per Bagofanes i Orxines, foren derrotats per Alexandre el Gran a la batalla de Gaugamela, al nord d'Arbela, batalla coneguda també com a batalla d'Arbela. El territori es va convertir en la satrapia de Arbelites i la donà al seu general Amfímac.
El 301 aC va esdevenir possessió selèucida i seu d'una eparquia coneguda com a Adiabene. El 141 aC els parts van ocupar la regió però els selèucides la van reconquerir el 130 aC quan el rei Antíoc VII Sidetes va derrotar el general part Idates a la vora del Lycus o Gran Zab. Fraates II la va reconquerir pels parts vers el 129 aC. El 87 aC va passar a Armènia formant part del regne d'Adiabene. El 69 aC Tigranes II d'Armènia va oferir retornar Adiabene a l'Imperi Part a canvi del seu ajut contra els romans. El 216 l'emperador Caracal·la en va fer destrosses buscant les tombes dels reis parts.
Vers el 238 un governador persa (maupat, persa mowbed) es va establir a Arbela. Entre els maupats cal destacar Còsroes II, que després va ser rei; va governar vers el 570-580. Un governador de nom Qardagh fou assassinat el 358 per ordre de Sapor II de Pèrsia per haver-se convertit al cristianisme.
Ocupada pels àrabs sense lluita, va perdre importància i al segle ix el patriarcat nestorià es va traslladar a Mosul. El 1167 el senyor musulmà kurd de Sindjar, Haran i Takrit, Zayn al-Din Ali Kučuk ibn Begtegin, va iniciar la dinastia dels begtegínides. A la mort de l'emir Muzaffar al-Din Gokburi el 1233, després de 43 anys de regnat i per manca d'hereus, el seu territori fou llegat al califa al-Mustànsir; no obstant, va haver d'enviar al seu general Ikbal al-Sharabi amb un exèrcit a assetjar Erbil o Irbil. En va poder prendre possessió finalment quan la ciutat es va rendir el 27 de juliol de 1233.
El 1237 fou atacada i saquejada pels mongols que no van poder ocupar la ciutadella fins al 1258, gràcies a l'ajut de Badr al-Din Lulu, rival de l'antic emir Gokburi, que posteriorment va rebre la ciutat que li cediren els mongols. El 1261 es va revoltar el fill de Lulu, Al-Malik al-Salih Ismail, i es va produir una gran matança. Poc després fou nomenat governador Tadj al-Din Muktas, que era cristià i va afavorir la vinguda a la ciutat de cristians de la rodalia amb l'aprovació del nestorià Denba (resident a Bagdad des del 1265), ja que van establir una església a la ciutat. El 1268 el patriarca Denba que havia estat expulsat de Bagdad es va refugiar a Arbela però el 1271 va marxar cap a l'Azerbaidjan. Tadj al-Din fou destituït i executat el 1289 i després d'ell els cristians foren perseguits; el 1309 uns mercenaris cristians van provocar incidents a la ciutat i la població cristiana en va ser gairebé exterminada.
Va passar als otomans el 1517 i fou inclosa al pashalik de Bagdad i més tard al govern de Mosul. El 1743 fou atacada per Nadir Shah. La ciutat era cada vegada més petita (tres mil habitants vers el 1900). Amb l'Iraq independent fou convertit en una capital de província que portava el seu nom.
El 1991 es va convertir en la seu del govern de facto del Kurdistan fins al 1996. En aquesta data la lluita entre Masud Barzani (PDK) i Jalal Talabani (PPK) va convertir la ciutat en feu del primer mentre el segon es va retirar a Sulaymaniyah. El 31 d'agost de 1996 els iraquians van ocupar la ciutat però van permetre a Barzani conservar el poder dins la seva àrea d'influència. Després de l'ocupació americana d'Irak, el 2003 els iraquians en van sortir, i la ciutat fou reanomenada com a Hawler.